# Kriegerdenkmal des 94er Regiments

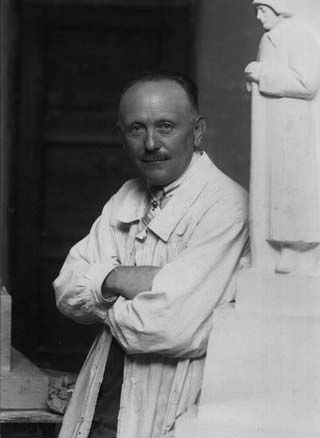
Arno Zauche in seinem Atelier gelehnt an dem Modell des Kriegerdenkmals 1935

Das Kriegerdenkmal des 94er Regiments in Weimar war ein Kriegerdenkmal.

## Geschichte
Das Kriegerdenkmal wurde für das Infanterie-Regiment „Großherzog von Sachsen“ (5. Thüringisches) Nr. 94 im Jahre 1924 geplant, wozu ein Aufruf für eine Sammlung erging. Die Grundsteinlegung erfolgte am 18. April 1927 unter Hinzugabe verschiedener Militaria und einer Ehrentafel aller Gefallenen oder Vermissten dieses Regiments. Schirmherren waren die Großherzogin Feodora von Sachsen-Meiningen (1890–1972) und ihr Sohn Karl-August von Sachsen-Weimar-Eisenach (1912–1988). Das Denkmal sollte ein Symbol des „Dankes“, der „Teilnahme“ und der „Hoffnung auf die Zukunft unseres geliebten Vaterlandes“ sein, wie es damals hieß. Hinsichtlich der Diskussionen um einen geeigneten Standort entschied man sich letztlich für den nahe dem Südflügel des Weimarer Stadtschlosses. Dem gegenüber im Park an der Ilm befindet sich noch immer das ehemalige Reithaus.
Der für die Herstellung von Tierstatuen bereits bekannte Weimarer Bildhauer Arno Zauche entwarf und schuf dieses Denkmal aus Travertin. Laut den Vorgaben sollte das Denkmal keinen Anklang an das Bauhaus enthalten. Das Denkmal wurde von einem monumentalen, liegenden Löwen bekrönt, der die Regimentsfahne hielt und der in Fesseln dargestellt war. Der Sockel wurde von vier auf das Gewehr gestützte Soldaten mit gesenktem Haupt an den Ecken versehen. Die trauernde Haltung der Soldaten, wie sie zur Ausführung kam, wurde eigentlich abgelehnt. Es wurden eher symbolische Elemente wie der „Glaube an den Wiederaufstieg“ oder die „Entschlossenheit und Tatkraft“ etc. gefordert. Die Vorderseite des riesigen Steinblocks versah man mit einem Kreuz, keineswegs allein Zeichen der Trauer, sondern zugleich der Verherrlichung für den „schönste[n] Sieg des Regiments“, die Erstürmung der Höhe 181 vor Łódź am 2. Dezember 1914. Die Einweihung fand vom 8. bis 10. Oktober 1927 anlässlich der 225-Jahr-Feier des Regiments statt. Ein Fotograf aus dem Fotoatelier Louis Held/Stefan Renno hielt diese Einweihungsfeier fotografisch fest.
Das Denkmal wurde auch für Ansichtskarten fotografiert. Es wurde 1949 entfernt. Grundlage hierfür war die Direktive Nr. 30 des Alliierten Kontrollrats über die Beseitigung deutscher Denkmäler und Museen militärischen und nationalsozialistischen Charakters vom 13. Mai 1946.